# Sam Underwood
Sam Underwood (Woking, Surrey; 4 de agosto de 1987) es un actor inglés. Es conocido por haber interpretado a Zach Hamilton en Dexter, a Adam Carrigton en “Dinasty” por interpretar a Jake Otto en "Fear The Walking Dead", y a Mark y Luke en The Following.

## Biografía
Underwood nació Woking, Surrey el 4 de agosto de 1987. Tiene una hermana llamada Hayley. Comenzó a tomar clases de canto a la edad de tres años y lecciones de baile a los cinco. Estudió en la Karen Clarke Theatre School y en el Woking Youth Theatre. Se graduó en 2007 de la American Musical and Dramatic Academy, en Nueva York.

### Carrera
En 2010 participó en la obra Equus junto a Alec Baldwin. Sus créditos en televisión incluyen Zero Hour, donde interpretó a Martin Krupp en dos episodios y Homeland; así como una participación recurrente en la octava temporada de Dexter, donde interpretó a Zach Hamilton; además de las películas The Last Keepers y A New York Love Story.
El 6 de agosto de 2013 fue anunciado que Underwood fue elegido para interpretar a Luke y Mark en la segunda temporada de The Following, como parte del elenco principal de la serie.

## Filmografía
| Cine       | Cine                  | Cine            | Cine                               |
| Año        | Película              | Rol             | Notas                              |
| ---------- | --------------------- | --------------- | ---------------------------------- |
| 2009       | Meat After School     |                 | Cortometraje                       |
| 2013       | The Last Keepers      | Oliver Sands    |                                    |
| 2014       | A New York Love Story | Levi            |                                    |
| Televisión |                       |                 |                                    |
| Año        | Título                | Rol             | Notas                              |
| 2013       | Zero Hour             | Martin Krupp    | 2 episodios                        |
| 2013       | Dexter                | Zach Hamilton   | 4 episodios                        |
| 2013       | Homeland              | Leo Carras      | 4 episodios                        |
| 2014-2015  | The Following         | Mark / Luke     | 23 episodios                       |
| 2017       | Fear the Walking Dead | Jake Otto       | 12 episodios                       |
| 2019-2022  | Dynasty               | Adam Carrington | Personaje principal (temporada 2–) |